# Tadeusz Kurek (sportowiec)
Tadeusz Kurek (ur. 9 lipca 1917 w Warszawie, zm. 1945 w KL Flossenbürg) – polski piłkarz ręczny i koszykarz.

## Życiorys
Egzamin maturalny zdał w 1939 (III Gimnazjum Miejskie w Warszawie). Potem był sportowcem AZS Warszawa. W latach 1938–1939 występował w akademickiej reprezentacji narodowej Polski w koszykówce. Zdobył brązowy medal Mistrzostw Polski w Piłce Ręcznej w 1939. Podczas okupacji niemieckiej mieszkał w Warszawie i pracował w Zakładach Sanitarnych. 13 sierpnia 1944 został aresztowany i wywieziony do niemieckiego obozu koncentracyjnego we Flossenbürgu. Przebywał tam do marca 1945 i zginął podczas ewakuacji obozu.